# 北京地铁SFM16型电动车组
北京地铁SFM16型电动车组是北京地铁的电动车组车款之一，现在在燕房线运营。

## 简介
- SFM16型由中车青岛四方机车车辆股份有限公司制造，于2017年12月30日开始在燕房线运营，配属于阎村北车辆段。
- 和DKZ76型一样，SFM16型列车为两动两拖4节B型编组，车门上方首创性地安装了LCD液晶显示屏，可实时显示到站及开关门信息。

## 编组
|            | SFM16（YF016） ←燕山方向阎村东方向→ |          |          |         |
| 车厢编号   | 1                                   | 2        | 3        | 4       |
| 车厢型号   | SFM16Tc                             | SFM16M0  | SFM16M1  | SFM16Tc |
| 集电靴     | 有                                  | 无       | 无       | 有      |
| 形式区分   | YF0161                              | YF0162   | YF0163   | YF0164  |
| 形式区分   | Tc                                  | M        | M        | Tc      |
| 动力单元   | 单元1                               | 单元1    | 单元2    | 单元2   |
| 安装机器   | SIV (R)                             | VVVF (L) | VVVF (R) | SIV (L) |
| 额定载客量 | 226人                               | 254人    | 254人    | 226人   |
| 极限载客量 | 302人                               | 329人    | 329人    | 302人   |

## 内部设施

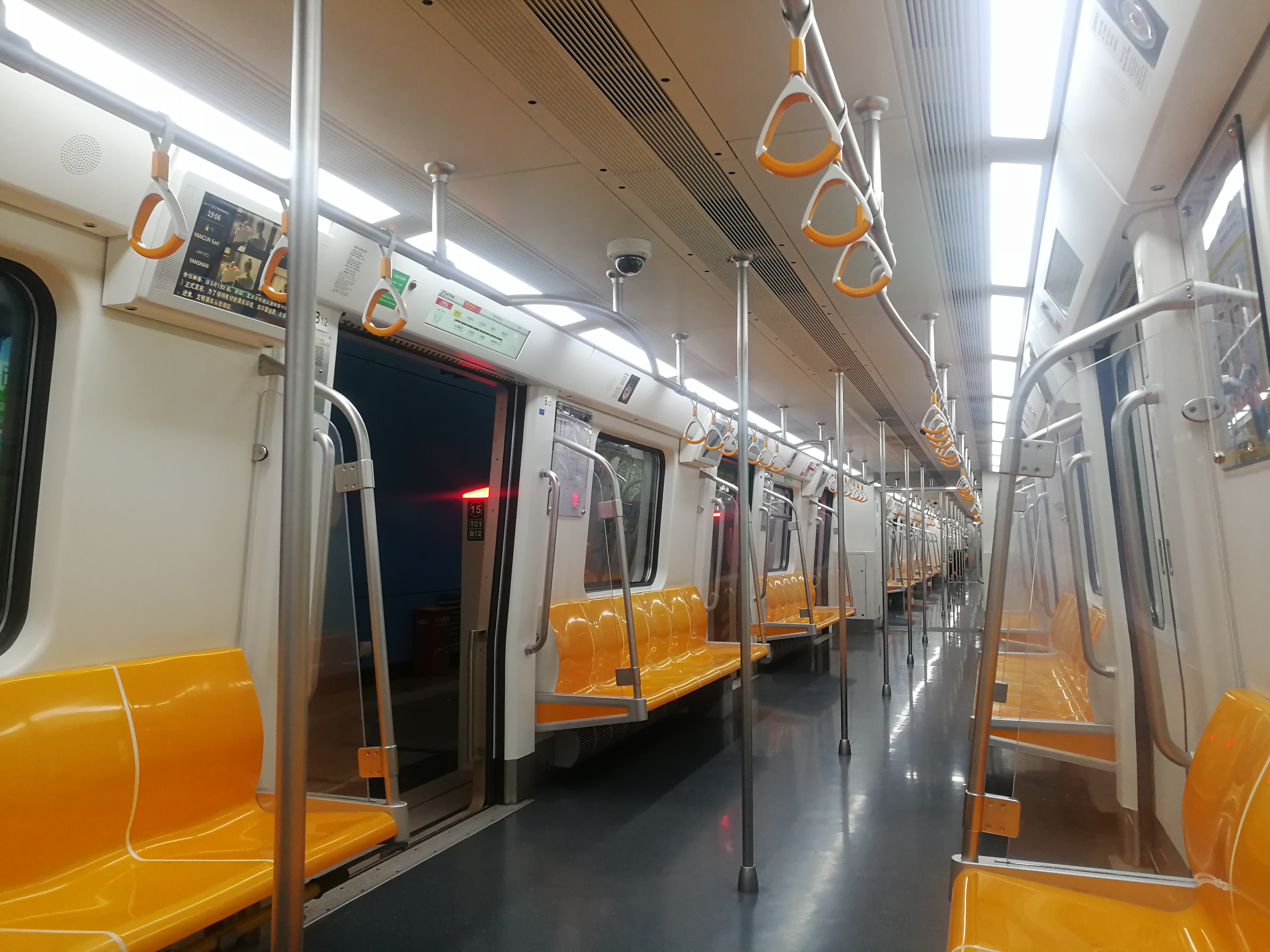
座椅
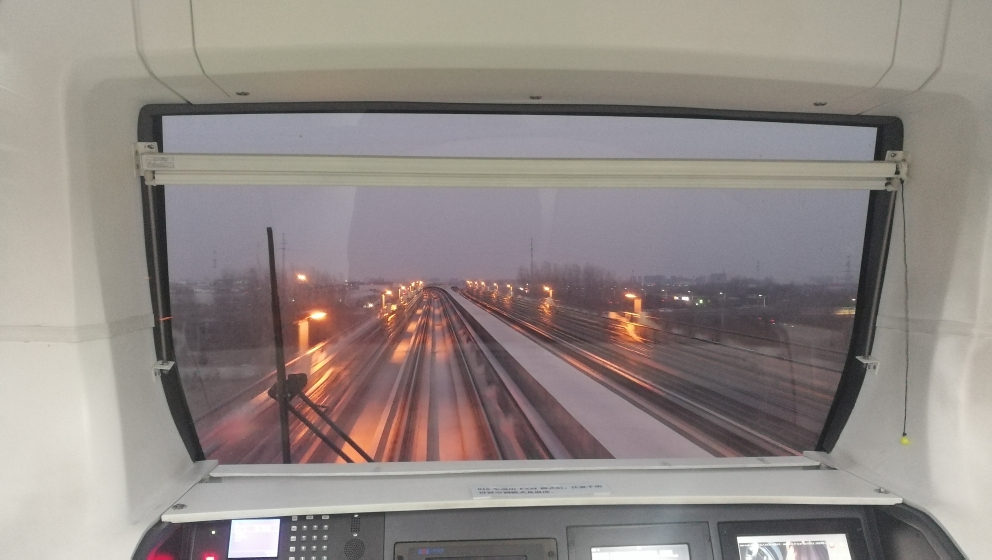
车头/车尾
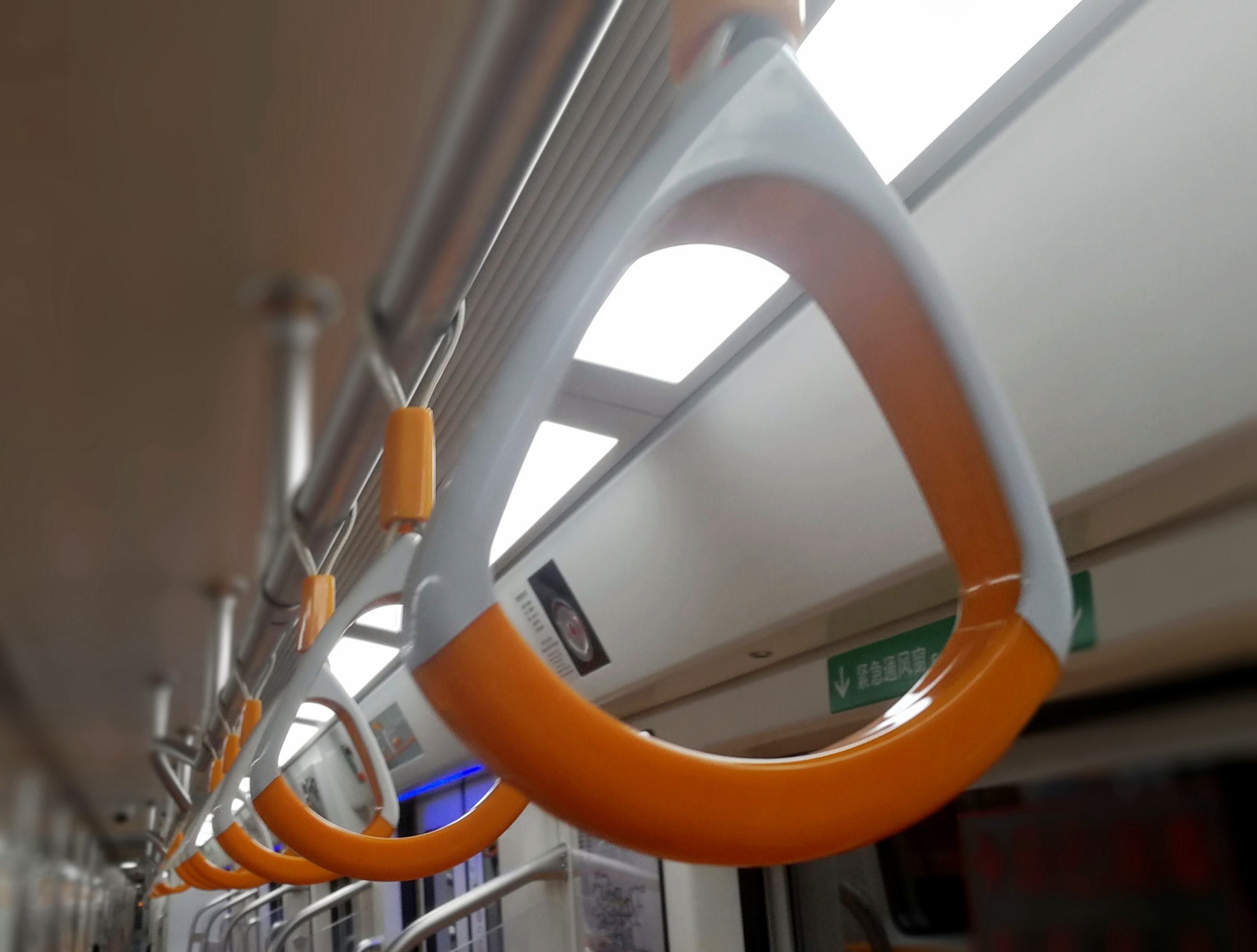
扶手吊环
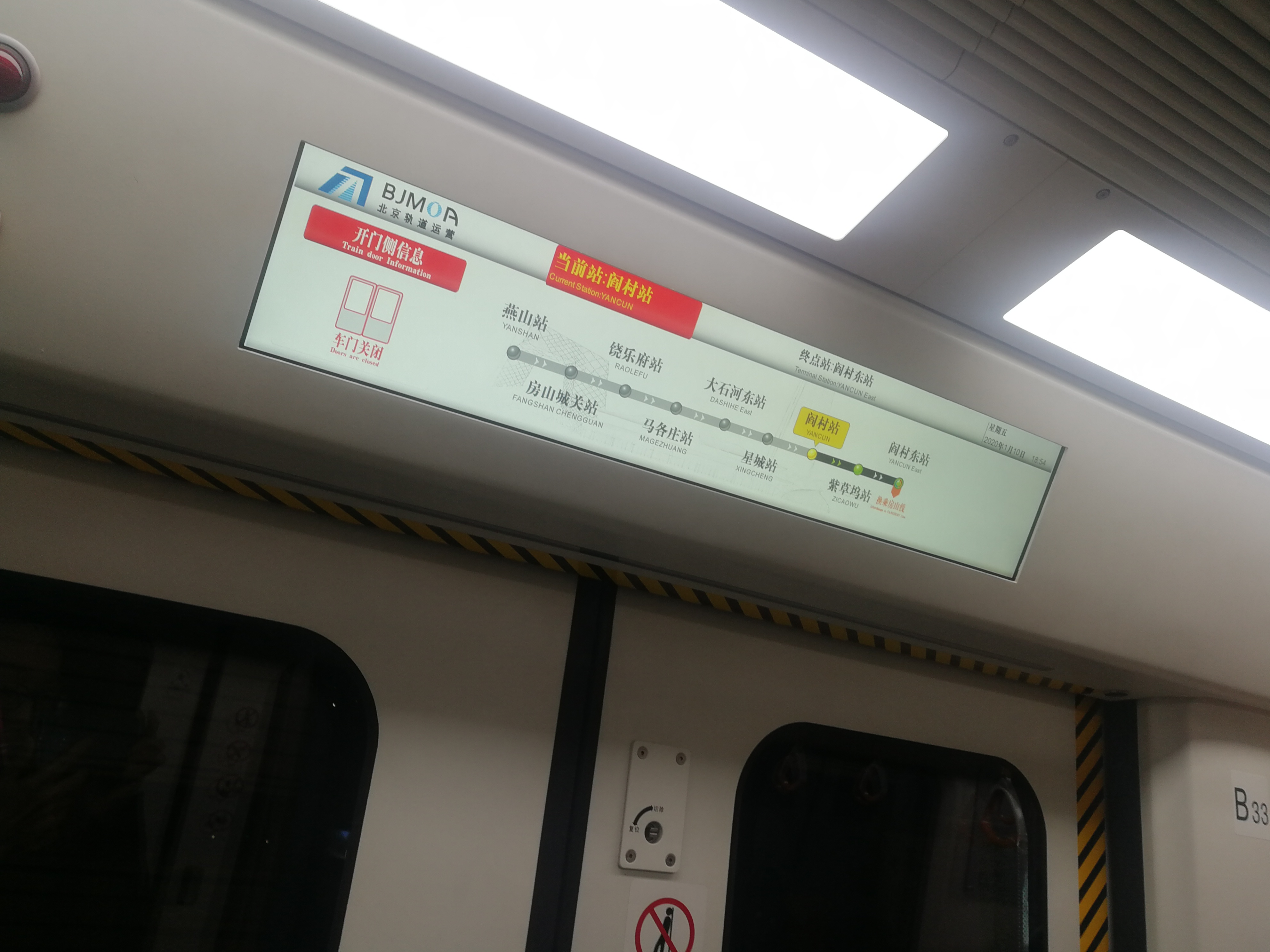
车门显示屏

## 其他说明
- SFM16型是北京目前唯一搭载变频空调的的地铁列车车型，为后续变频空调技术在北京地铁的推广积累了宝贵经验[4]。不过SFM16型的变频模式是与FAM自动驾驶模式挂钩的，因此其操作台上标明“016在退出FAM模式后，注意手动调节空调模式及温度”[3]。
- 曾有SFM16型列车共制造三组（YF016~YF018）用于燕房线支线运营的说法，但尚未得到验证，且由于燕房线支线暂缓建设，该设想实现的概率不大[5]。